# Cantón de Buenos Aires
Buenos Aires es el cantón número 3 de la provincia de Puntarenas, Costa Rica. Su cabecera de cantón es Buenos Aires ubicada aproximadamente a unos 196 km de San José  la capital costarricense, el cantón de Buenos Aires se encuentra en la Región Brunca al sur de Costa Rica

## Toponimia
El origen del nombre del municipio se debe a don Pedro Calderón, quien en 1860 pasó por el lugar abriendo un camino que comunicó Cartago con los pueblos indígenas de Térraba y Boruca, bautizando el sitio que se le denominaba "Hato Viejo", con el de Buenos Aires. Calderón nombró el lugar "Buenos Aires". El nuevo nombre posiblemente se le dio por la brisa constante que sopla en la zona, como son las corrientes de aires que vienen del océano Pacífico y en verano los vientos alisios que corren de norte a sur, los cuales en ocasiones son realmente fuertes.

## Historia
En la época precolombina el territorio que actualmente corresponde al cantón de Buenos Aires, estuvo habitado por indígenas del llamado grupo de los Bruncas o borucas; hecho que lo comprueban los numerosos cementerios que se han encontrado en diversos lugares de la región. En marzo de 1563 soldados de Juan Vázquez de Coronado asaltaron la fortaleza de los amerindios del Reino de Coctú, ubicada probablemente en el área entre el río Coto Brus y la quebrada Guácimo, esta última afluente del río Limón; que fue incendiada por sus defensores al tener que abandonarla.
A fines de 1563 el capitán portugués Antonio Álvarez Pereyra, se pone al servicio de Juan Vázquez de Coronado, fundó en las sabanas y llanuras de la comunidad indígena de Cía, la ciudad española de Nueva Cartago, la cual fue de efímera existencia.
Posteriormente el Gobernador Pero Afán de Ribera y Gómez, estableció el 6 de mayo de 1561 la ciudad del Nombre de Jesús, en la margen sur del Río Cocto (hoy Térraba), aguas abajo de la confluencia de los ríos que actualmente se denominan General y Coto Brus, sitio que fue abandonado por la mayoría de sus pobladores a principios del año siguiente dada la escasez de alimentos.
En el año 1700, los frailes franciscanos recoletos Pablo de Rebudilla y Antonio de Andrade fundaron el poblado indígena de San Francisco de Térraba, con población amerindia de origen terbi, proveniente de la región de Talamanca. En 1712, estos mismos religiosos establecieron un hato de ganado vacuno en las sabanas de la región. A partir de entonces, y durante el resto del periodo colonial, la zona fue conocida como "Hato de los Misioneros de Térraba", "Hato de la Misión" o simplemente "El Hato".
En 1744, los frailes fundaron el poblado de Cabagra, también con población terbi. Sin embargo, este asentamiento fue destruido en 1761 por grupos indígenas del norte y repoblado al año siguiente.
En 1868, Pedro Calderón, vecino de San Ramón, firmó un contrato con el gobierno de la República para abrir una vereda y construir un camino desde el caserío de La Estrella —ubicado al sur del actual cantón de El Guarco— hasta los pueblos de Térraba y Boruca, donde se conectaba con la ruta hacia Panamá. Calderón se estableció con su familia en lo que hoy es la ciudad de Buenos Aires en 1870. El poblado creció paulatinamente: para 1881 contaba con doce familias provenientes del interior del país y unas cincuenta personas indígenas. En 1891, la población había aumentado a entre veinticinco y treinta familias, lo que representaba entre 170 y 180 habitantes.
Durante el periodo de la Independencia de Costa Rica, y de acuerdo con la Ley n.º 63 del 4 de noviembre de 1825, Térraba fue constituido como distrito del Departamento Oriental, una de las dos divisiones territoriales del Estado en ese momento. Este distrito incluía los pueblos de Térraba y Boruca.
Durante el periodo Republicano, mediante la ley n.º 36 de 7 de diciembre de 1848, los pueblos de Térraba y Boruca junto con los de Orosi y Tucurrique, conformaron el cantón de Paraíso, segundo de la provincia de Cartago.
Posteriormente en las Ordenanzas Municipales promulgadas mediante ley n.º 22, de 4 de noviembre de 1862, la población de Golfo Dulce, los pueblos de Térraba y Boruca, constituyeron distritos del cantón de la Comarca de Puntarenas.
Durante la administración de Alfredo González Flores, el 26 de junio de 1914, mediante la ley n.º 31, se le otorgó el título de villa a la población de Buenos Aires, que se designó como cabecera del municipio de Osa, creado en esa oportunidad, al que le correspondió el número tres de la provincia de Puntarenas.
Mediante la Ley n.º 185 del 29 de julio de 1940, el Municipio de Osa, tercero de la Provincia de Puntarenas, se dividió en dos unidades administrativas; un Municipio con cabecera en la población de Buenos Aires, mismo que tenía cinco distritos, otro Municipio con cabecera en Puerto Cortés, mismo que contaba con seis distritos; luego en Ley n.º 227 del 13 de agosto del mismo año, se dispuso que el tercer municipio de la provincia llevara el nombre de quinto municipio llevara el nombre de Buenos Aires y así mismo el quinto Municipio llevara el nombre de Cantón de Osa
Posteriormente, mediante la ley n.º 4574 de 4 de mayo de 1970, se promulgó El Código municipal, que en su artículo tercero, le confirió a la villa, la categoría de ciudad, por ser cabecera de cantón.
La primera escuela se estableció en 1890, durante la administración de José Joaquín Rodríguez Zeledón, como Escuela Buenos Aires; tiempo después se bautizó con el nombre de Rogelio Fernández Güell, periodista que luchó contra la tiranía de los hermanos Tinoco (1917-1919) y falleció en Buenos Aires el 14 de marzo de 1918.
El alumbrado eléctrico se inauguró en 1935, durante la tercera administración de Ricardo Jiménez Oreamuno.
El Colegio Técnico Profesional de Buenos Aires, inició sus actividades docentes en 1971, durante la administración de José Figueres Ferrer lo que constituye un logro importante para llevar a educación diversificada a los pobladores de la zona.
La primera ermita se construyó en 1902, en Térraba, más tarde en 1905, se edificó la iglesia dedicada a San Pedro Apóstol en el poblado de Buenos Aires. Durante el arzobispado de Monseñor Román Arrieta Villalobos, quinto Arzobispo de Costa Rica, en el año de 1982, se erigió la parroquia, la cual actualmente es sufragánea de la diócesis de San Isidro de El General de la provincia eclesiástica de Costa Rica.
En 1961, a raíz de la apertura del tramo de la carretera Interamericana Sur entre las ciudades San Isidro de El General y Buenos Aires, la región experimentó un aumento en la población, debido a la llegada de emigrantes procedentes del Valle Central.

## Ubicación
Sus límites son:
- Al Norte con Talamanca de la provincia de Limón y Pérez Zeledón de la provincia de San José.
- Al Oeste con Pérez Zeledón de la provincia de San José.
- Al Sur con Osa, Coto Brus y Golfito todos de la provincia de Puntarenas.
- Al Este con Talamanca de la provincia de Limón y Coto Brus de la provincia de Puntarenas.

## Geografía
Cantón de Buenos Aires cuenta con un área de 2382,94 km² y una altitud media de 405 m s. n. m.
Geográficamente, el cantón se forma a través de los ríos Térraba y El Dique, y por la cordillera de Talamanca. Uno de los atractivos del lugar es por las rocas esféricas de granito, perfectamente formadas.[cita requerida]
La anchura máxima de 76 km en dirección Noroeste a Sureste, desde la cima del cerro Ena hasta unos 2600 metros al este de la naciente del río Cañas. Ocupa el cuarto lugar en extensión territorial entre los cantones del país. 

### Hidrografía
Este territorio cuenta con la mayor cantidad de ríos que en su mayoría se encuentran limpios y vírgenes

## División administrativa
El cantón se divide en nueve distritos:
1. Buenos Aires
2. Volcán
3. Potrero Grande
4. Boruca
5. Pilas
6. Colinas
7. Chánguena
8. Biolley
9. Brunka

## Demografía
Para el año 2022, Cantón de Buenos Aires cuenta con una población estimada de 50 562 habitantes, y para el último censo efectuado, en 2011, Cantón de Buenos Aires contaba con una población de 45 244 habitantes.
De acuerdo al censo nacional de 2011, la población del cantón era de 45 244 habitantes, de los cuales, el 2,2 % nació en el extranjero. El mismo censo destaca que había 12 205 viviendas ocupadas, de las cuales, el 42,7 % se encontraba en buen estado y que había problemas de hacinamiento en el 9,2% de las viviendas. El 37,7% de sus habitantes vivían en áreas urbanas.
Entre otros datos, el nivel de alfabetismo del cantón es del 95,3%, con una escolaridad promedio de 6,0 años.

### Población indígena en el cantón
La mayor parte de la población indígena del país se concentra en este cantón como se muestra en el cuadro, de los nueve distritos tres cuentan con población indígena (Buenos Aires, Potrero Grande y Boruca). En todos los pueblos hay actividad turística en artesanías, danza, comidas autóctonas, baile de los diablitos, historia de leyendas, plantas medicinales entre otros.
| Territorio | Población indígena | Población NO indígena | Población Total | Distrito       |
| ---------- | ------------------ | --------------------- | --------------- | -------------- |
| Salitre    | 1282               | 118                   | 1403            | Buenos Aires   |
| Cabagra    | 1683               | 670                   | 2353            | Buenos Aires   |
| Boruca     | 1386               | 1683                  | 2952            | Boruca         |
| Curré      | 631                | 351                   | 982             | Boruca         |
| Ujarrás    | 855                | 175                   | 1030            | Buenos Aires   |
| Térraba    | 621                | 804                   | 1425            | Potrero Grande |
| TOTAL      | 6461               | 3684                  | 10 145          |                |

| Fuente:eumed.net

## Economía
La economía está dominada por el turismo y el cultivo de la piña. Existen interesantes ofertas de ecoturismo, por ejemplo, alojar a los turistas en los pueblos indígenas, y realizar cursos de agricultura orgánica. Es una zona productora de café de altura.
El censo nacional de 2011 detalla que la población económicamente activa se distribuye de la siguiente manera:
- Sector primario: 54,4 %
- Sector secundario: 8,3 %
- Sector terciario: 37,3 %

## Infraestructura

### Transporte
La ciudad tiene una conexión con la Carretera Interamericana Sur y por lo tanto, es fácilmente accesible en automóvil. 